# Café Liebe
Café Liebe (jap.: 私の百合はお仕事です! Watashi no yuri wa oshigotodesu!) ist ein Yuri-Manga von Miman. Die seit 2016 erscheinende Serie wurde in mehrere Sprachen übersetzt, darunter auch ins Deutsche. 2023 kam eine Adaption als Anime-Fernsehserie heraus. Die Serie handelt von einer Oberschülerin, die um ein niedliches Image von sich selbst bemüht ist. Dieses gerät in Gefahr, als sie in einem Themencafé arbeitet und dort auf ein Mädchen trifft, das sie aus der Grundschule kennt.

## Inhalt
In ihrem Auftreten gegenüber anderen achtet die Oberschülerin Hime Shiraki (白木 陽芽) sehr darauf, als süßes, hilfsbereites Mädchen zu erscheinen. Doch eigentlich interessiert sie sich nur für ihr eigenes Wohl und will mit ihrem Verhalten einen reichen Mann angeln, um sorgenlos leben zu können. Dann verletzt sie bei einem Unfall Mai Koshiba (小柴 舞), die Managerin eines Cafés. Mai drängt sie, einige ihrer Schichten zu übernehmen, um sie zu entschädigen. Und um ihre Fassade aufrechtzuerhalten geht Hime darauf ein. So sie Hime Bedienung in dem Motto-Café, in dem alle Mädchen des Ladens, die die Kunden bedienen, Schülerinnen eines fiktiven deutschen Mädcheninternats spielen. Nur langsam kann sie sich eingewöhnen und wird dabei von der älteren Schülerin Mitsuki Ayanokoji unterstützt. Ihr freundliches Gesicht setzt sie jedoch nur im Salon vor den Gästen auf. Wenn sie unbeobachtet sind, schimpft sie oft mit Hime – zumal die sich auch zunächst nicht besonders geschickt anstellt und von der Schauspielerei vor den Gästen überfordert ist. So spricht sie Ayanokoji als Schwester an, ohne zunächst wissen, dass die Gäste erwarten, dass die beiden damit eine formelle Beziehung zwischen älterer und jüngerer Schülerin eingehen. Und die Schwesterbeziehung drückt Hime bald darauf gegen den Willen Ayanokojis durch, sodass sie umso mehr verpflichtet ist, sie zu unterstützen.
Als Hime in ihre Rolle als schüchternes Schulmädchen hineingefunden hat, wird sie von anderen gelobt. Und sie merkt, wie wichtig ihr das Lob von Ayanokoji geworden ist, die widerwillig ihre Verbesserung anerkennt. Denn ihre Gefühle für Hime sind widersprüchlich, weil sie das Mädchen von früher erkannt hat. Schließlich erkennt auch Hime sie wieder: Als Mitsuki Yano. Mir ihr war sie in der Grundschule befreundet und hat andere Mädchen belogen, um lieber mit ihr, die bei anderen nicht so beliebt war, zusammen zu sein. Doch eines Tages lässt Yano aus einem Missverständnis heraus die Lügen Himes auffliegen, die von da an von den anderen gemieden wird. Seither hat sie Angst, dass ihre Rolle als süßes Mädchen erneut auffliegen und sie ihre sozialen Beziehungen verlieren könnte. Daher ist sie nun umso misstrauischer gegenüber Ayanokoji.

## Veröffentlichung
Der Manga erscheint seit November 2016 im Magazin Comic Yuri Hime beim Verlag Ichijinsha. Dieser brachte die Kapitel auch gesammelt in bisher 13 Bänden heraus (Stand: Januar 2024). Aufgrund des Gesundheitszustands des Autors befindet sich die Serie seit Mai 2024 in einer unbegrenzten Pause.
Eine deutsche Fassung der Serie wird seit Oktober 2018 von Tokyopop in bisher 13 Bänden herausgegeben (Stand: Januar 2025). Die Übersetzung stammt von Verena Maser. Bei Kodansha Comics erscheint eine englische Übersetzung, bei Waneko eine polnische und bei Edizioni Star Comics eine italienische.

## Animeserie
Eine Umsetzung als Anime für das japanische Fernsehen wurde erstmals im Mai 2022 angekündigt. Sie entstand unter der Regie von Hijiri Sanpei und nach einem Drehbuch von Naoki Hayashi bei Passione und Studio Lings. Das Charakterdesign stammt von Taisuke Iwasaki. Die künstlerische Leitung lag bei Yukako Ogawa und Yuri Takagi. Die Tonarbeiten leitete Ryōsuke Naya und für die Kameraführung war Suguru Shiga verantwortlich. 
Der Serienstart war am 6. April 2023 bei den Sendern AT-X, Tokyo MX, BS Fuji und BS NTV. Die letzte der 12 Folgen wurde am 22. Juni 2023 gezeigt. International erfolgte parallel die Veröffentlichung per Streaming auf der Plattform Crunchyroll. Der Anime wurde mit spanischer und portugiesischer Synchronfassung sowie unter anderem mit deutschen und englischen Untertiteln angeboten.

### Synchronisation
| Rolle             | Japanische Stimme (Seiyū) |
| ----------------- | ------------------------- |
| Hime Shirasagi    | Yui Ogura                 |
| Mitsuki Ayanokōji | Sumire Uesaka             |
| Mai Mikoshiba     | Yukari Tamura             |
| Kanoko Mamiya     | Minami Tanaka             |
| Sumika Chibana    | Makoto Koichi             |
| Nene Saionji      | Asami Seto                |

### Musik
Die Musik der Serie stammt von Megumi Ōhashi. Das Vorspannlied ist Himitsu Melody (秘密♡Melody) von Yui Ogura und der Abspann ist unterlegt mit dem Lied Yume ga Samete mo (夢が覚めても) von Yui Ogura und Sumire Uesaka. Während der vierten Folge wird außerdem das Lied Believe eingespielt.